# Кашкантеніз
Кашкантені́з (каз. Қашқантеңіз) — станційне селище у складі Мойинкумського району Жамбильської області Казахстану. Входить до складу Минаральського сільського округу.
Населення — 113 осіб (2021; 190 у 2009, 170 у 1999, 121 у 1989).